# Ichneumon variabilis
Ichneumon variabilis là một loài tò vò trong họ Ichneumonidae.